# Phoner to Arizona
"Phoner to Arizona" és un senzill de la banda alternativa Gorillaz que pertany a l'àlbum The Fall.
La cançó fou enregistrada totalment mitjançant l'iPad de Damon Albarn durant la gira americana Escape to Plastic Beach World Tour realitzada a l'octubre de 2010. El seu videoclip estava format per material gràfic relacionat amb aquesta gira, i fou publicat el 22 de desembre de 2010.